# جوي فلاورز كونتي
جوي فلاورز كونتي (بالإنجليزية: Joy Flowers Conti)‏ هي قاضية ومحامية أمريكية، ولدت في 1 ديسمبر 1948 في كاني في الولايات المتحدة.